# 西畴君迁子
西畴君迁子（学名：Diospyros sichourensis），为柿科柿属下的一个植物种。